# Don H. Schoessler
Don H. Schoessler (* 2. Juli 1924; † 15. November 2017) war ein US-amerikanischer Ingenieur. Er war bei Eastman Kodak der Chef-Entwickler des Films für die Luftbildaufnahmen des Corona-Systems von Spionagesatelliten der USA, die 1959 bis 1972 operierten. 
Schoessler war von 1949 bis zu seinem Ruhestand 1986 bei Eastman Kodak.
Die Filme mussten hohe Anforderungen erfüllen: große Temperaturschwankungen, fast-Vakuum Bedingungen, kosmische Strahlung, hohe Geschwindigkeit beim Filmdurchsatz, hohe Auflösung, geringe Dicke um mehr Film mitnehmen zu können. Die Aufnahmen konnten am Anfang rund 10 m auflösen, Anfang der 1970er Jahre unter 3 m.
Er war auch weiter für Filme für Spionagesatelliten und U-2 Missionen bei Eastman Kodak zuständig bis zu seinem Ruhestand 1986.
2005 erhielt er für die Beteiligung am Corona-Projekt den Charles-Stark-Draper-Preis, einen der höchsten Technikpreise der USA. 1995 erhielt er eine Auszeichnung der CIA für Corona.